# AN/AYK-14
AN/AYK-14は、コントロール・データ・コーポレーション（CDC）がアメリカ海軍向けに開発したコンピュータ。艦載機のアビオニクスにおける組み込みシステムとして広く用いられているほか、Mk.50短魚雷でも採用された。

## 概要
アメリカ海軍作戦部長（CNO）が海軍のコンピュータの標準化を指示したのを受けて、1971年、海軍資材局長 (CNM) は、海軍航空システム・コマンド（NAVAIR）に対して多目的デジタルコンピュータ（All Applications Digital Computer, AADC）計画の着手を承認した。このコンピュータはモジュール化されて、アーキテクチャと命令セットは共通化しつつ、処理能力や筐体はバリエーションをもたせて、艦上用や機上用として使い分ける予定だった。その後、艦上コンピュータとしてはUNIVACのAN/UYK-20が導入されることになり、AADCを追い越して1974年より納入が開始されたことから、1975年、AADC計画は、機上コンピュータの開発に絞ったISADC（Interinm Standard Airborne Digital Computer）計画へと転換された。これによって開発されたのが本機であり、1976年より納入が開始された。
AYK-14は、CDC 480シリーズのコンピュータを発展させる形で開発された。UYK-20と同じく16ビットのアーキテクチャを採用し、UYK-20のものを拡張した命令セットを用いていた。命令のレパートリーは、UYK-20では283個だったのに対し、AYK-14では307個となった。主記憶装置のサイズは、磁気コアメモリを使用する場合は64キロワード、半導体メモリを使用する場合は最大4メガワードとされた。命令のスループットは300 kIPSないし2.3 MIPSであった。
AYK-14はモジュール化されており、後には順次に性能向上策が講じられた。まず1987年からの生産分はP3I（Preplanned product-improved）版と呼称され、プロセッサの高速化とメモリの拡張を図ったモジュールが導入されて、このモジュール1つで従来のモジュール3つを代替した。またこのP3I版は超高速集積回路 (VHSIC) プロセッサ・モジュール（VPM）を組み込んで演算速度を劇的に向上させられるように設計されており、VPMは1989年に試験されたのち、1991年より納入が開始された。また全面的な改良型として開発されたAAYK-14（Advanced AYK-14）では、MIPS R4000SC（動作周波数100 MHz）を用いたRISCプロセッサ・モジュール（RPM）を組み込み、スループットを45 MIPSまで高速化するとともに、メモリサイズもDRAM 32メガバイトおよびEEPROM 4メガバイトまで拡張した。また従来のAYK-14で用いられていたソフトウェアはプログラミング言語としてCMS-2を用いていたが、RPMの導入により、Adaを用いたソフトウェアも実行できるようになった。AAYK-14は1996年からの試験を経て生産に移った。